# Perlaki Gábor (püspök)
Perlaki Gábor, Perlaky (Gergelyi, 1732. március 16. – Nemesdömölk?, 1786. január 29.) a Dunántúli evangélikus egyházkerület szuperintendense (azaz püspöke) 1771-től haláláig.

## Élete
Perlaky János lelkész és Bencsik Mária fia. Miután tanulmányait Sopronban és Pozsonyban elvégezte, a külföldet is fölkereste és 1754-től Helmstedtben, Göttingenben és Tübingenben gyarapította ismereteit. Hazájába visszatérve, 1757-től Sárszentlőrincen, azután Várpalotán, 1765-től Nemesdömölkön lelkészkedett, s ez utóbbi helyen már ettől az évtől alesperesi tisztet is viselt a kemenesaljai egyházmegyében. A dunántúli egyházkerület 1771. május 9-én püspökké választotta. 

## Művei
- Az Isten akarattyán való áldott meg-nyugovás, mellyről, midőn Unger Theresia ... Nemeskéren a kriptába tétetett, ugyanottan élő nyelven predikállott 1772-ben. Sopron, 1772.
- van még beszéde és több imája kiadva, úgyszintén a Csiba Mihály (1780.) és Vidos Sándorné Fodor Erzsébet (1780.) halálára írt gyászverse.